# Александер, Джон Уайт
Джон Уайт Александер (англ. John White Alexander; 7 октября 1856, Аллегейни — 31 мая 1915, Нью-Йорк) — американский художник-символист и иллюстратор.

## Биография
Дж. У. Александер рано осиротел и в детские годы воспитывался дедом в Питтсбурге. В 12 лет работает на телеграфе, здесь впервые проявляется его талант художника. В 1874 году переезжает в Нью-Йорк, служит в еженедельнике Харперс Уикли иллюстратором и карикатуристом. После трёхлетнего обучения в Нью-Йорке Александер в 1877—1881 годах совершает путешествие в Европу. Он посещает Мюнхен, где занимается у Фрэнка Дювенека; затем — Венецию и Флоренцию, где знакомится с Джеймсом Уистлером. Под творческим влиянием последнего Александер продолжает изучать живопись и графику в Нидерландах и в Париже.
После возвращения художника в Нью-Йорк в 1881 году он добивается большого успеха как иллюстратор и портретист (в частности, написал портреты О. У. Холмса Старшего, Джона Берроуза, Уолта Уитмена и др.). С 1890 по 1901 год Александер живёт в Париже. В 1893 здесь в Салоне с большим успехом проходит его персональная выставка. Находясь во Франции, был дружен с Уистлером, С. Малларме, Генри Джеймсом. В 1901 году возвращается в Нью-Йорк. С 1909 по 1915 год занимал должность президента Национальной Академии дизайна.
В 1900 Дж. У. Александер был награждён Золотой медалью на Всемирной выставке в Париже. С 1901 — кавалер французского Ордена Почётного легиона.
Джон Уайт Александр умер в Нью-Йорке 31 мая 1915 года в возрасте 58 лет.
Его сын, Джеймс Уэдделл Александер, стал известным математиком.

## Галерея

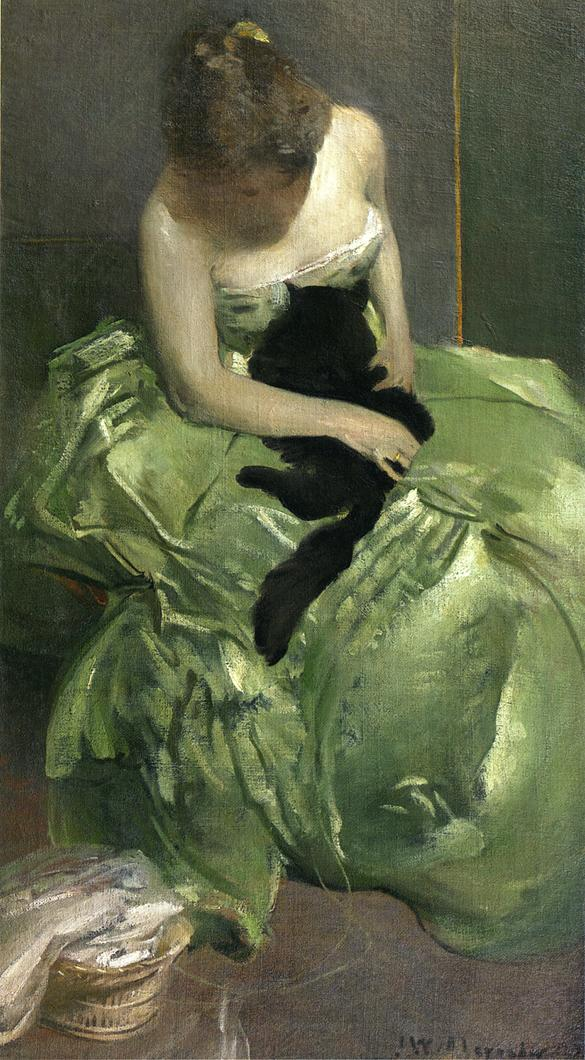
Женщина в зелёном платье, 1890
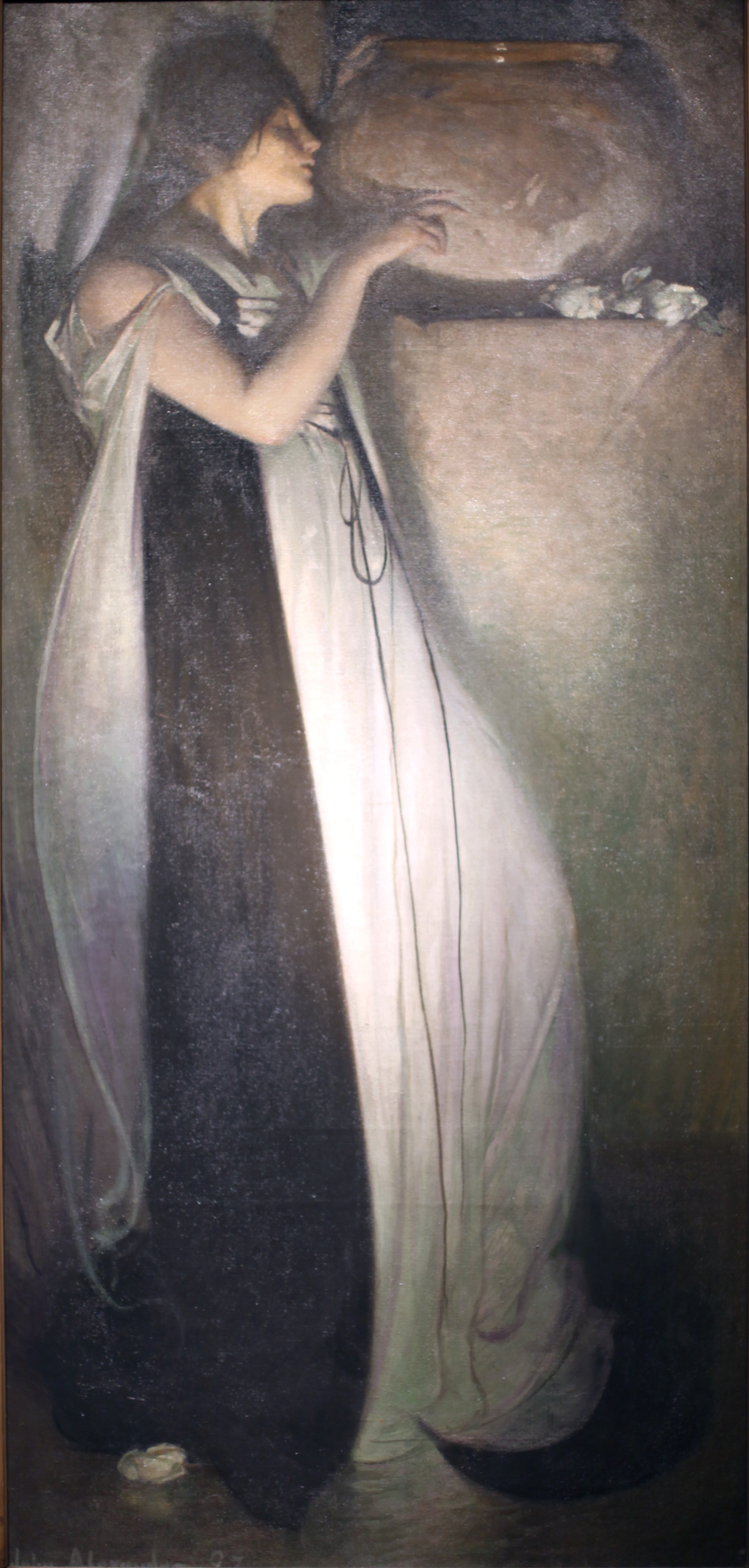
Изабелла и ваза с базиликом, 1897
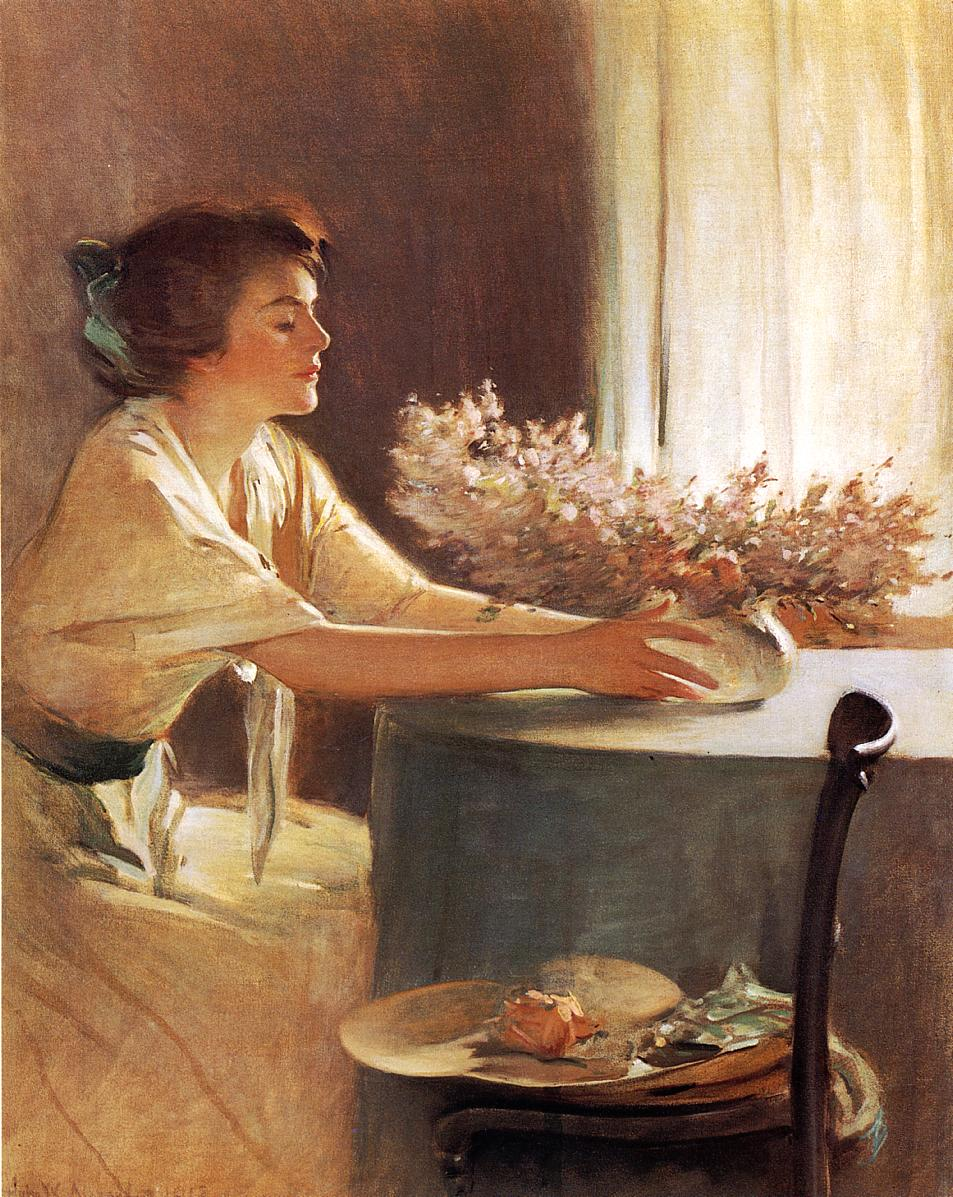
Женщина с луговыми цветами, 1912
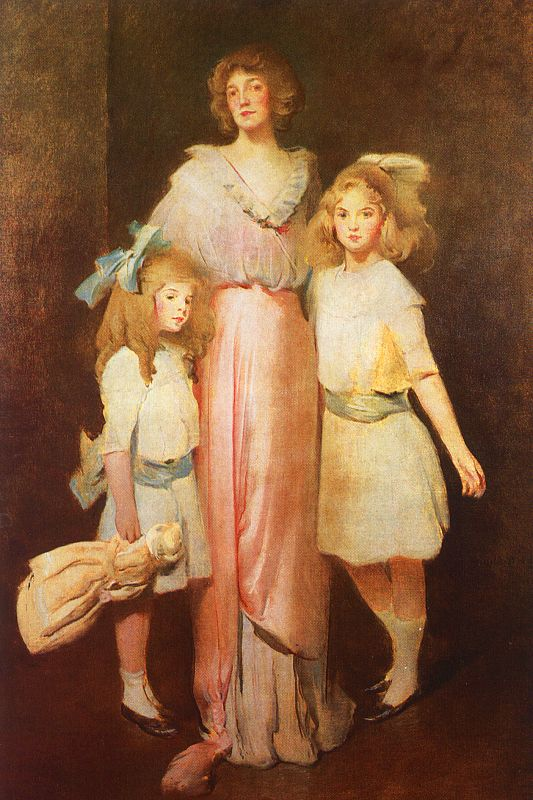
Миссис Дэниельс и её двое детей, 1913
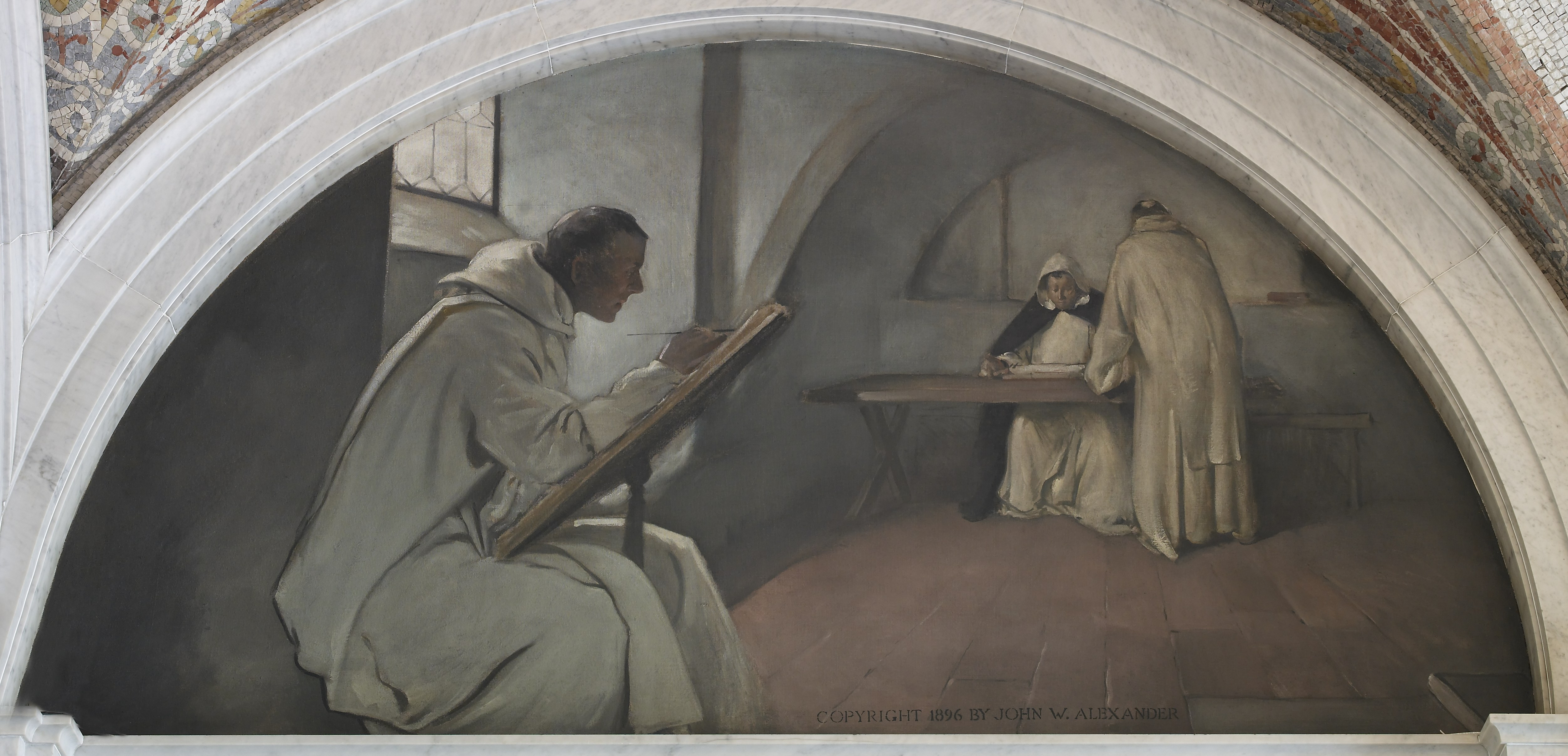
Манускрипт Александра Хайсмита